# Campylopus fragilis
Campylopus fragilis (deutsch Zerbrechliches Krummstielmoos, Bruchblättriges Krummstielmoos) ist eine Laubmoos-Art aus der Familie Leucobryaceae.

## Merkmale
Campylopus fragilis bildet lockere bis dichte, bis 3 oder 4 Zentimeter hohe, grüne bis gelbgrüne Rasen mit weißlich durchscheinenden Blattbasen. Die Stämmchen tragen einen rotbraunen Rhizoidenfilz, sind oben büschelästig und dicht beblättert. Die Blätter sind 4 bis 5 Millimeter lang, gerade, steif aufrecht abstehend, lanzettlich-pfriemenförmig mit rinnenförmiger Pfrieme und gezähnter Blattspitze. Sie sind zum Blattansatz hin etwas verschmälert, sodass die breiteste Stelle etwa bei einem Achtel bis einem Viertel der Blattlänge liegt. Die Blattrippe nimmt am Blattgrund etwa ein Drittel bis eine Hälfte der Blattbreite ein. Der Querschnitt der Rippe weist an der Oberseite (Ventralseite) eine Lage mit großen hyalinen Zellen, eine mittlere Lage Deuterzellen in meist gleicher Anzahl und dorsale Stereidengruppen auf. Die Laminazellen sind unten hyalin, rechteckig und dünnwandig, oben unregelmäßig geformt, in der Mehrzahl etwa rhombisch. Blattflügelzellen sind nicht differenziert. An den Sproßspitzen werden oft sehr zahlreich kleine lanzettliche Brutblätter gebildet, die der vegetativen Vermehrung dienen. Sporenkapseln sind nur selten vorhanden. 

## Standortansprüche und Verbreitung
Die Art ist kalkmeidend, jedoch basentoleranter als andere Campylopus-Arten, siedelt auf neutraler bis schwach saurer Unterlage und meidet stark saure Standorte. Sie wächst an feucht-schattigen Stellen auf Erde, Humus, Torf, Sandböden, auf kalkfreiem Gestein oder in Felsspalten.
Die Verbreitung ist ozeanisch-montan. In Europa hat das Moos seinen Verbreitungsschwerpunkt in Westeuropa. Es kommt hauptsächlich in der untermontanen Höhenstufe und nur zerstreut vor. Weitere Vorkommen gibt es im Kaukasus, in der Türkei, im Himalaya, auf Japan, in Ostafrika, auf den atlantischen Inseln und in Nord- bis Südamerika.